# Heinrich Edmund Bohlen
Heinrich Edmund Bohlen (* 22. Oktober 1851 in Hamburg; † 22. April 1918 ebenda) war ein deutscher Kaufmann.

## Leben
Bohlen absolvierte ab 1864 in der Hamburger Firma Burmester & Stavenhagen eine kaufmännische Ausbildung, die er in England, Frankreich und den Niederlanden fortsetzte. Er nahm am Deutsch-Französischen Krieg von 1870 bis 1871 teil und wurde dann Mitarbeiter seines Vaters in dessen Firma Bohlen & Dohrn. Dort erhielt er am 28. Dezember 1875 Prokura und wurde zum 1. Januar 1878 Gesellschafter. Am 11. Oktober 1882 wurde die Firma gelöscht. Gemeinsam mit Otto Christian Behn hatte Bohlen bereits zu Beginn des Jahres 1881 ein Handelsunternehmen unter der Firma Bohlen & Behn gegründet. Nach Behns Ableben am 24. Februar 1888 führte Bohlen das Unternehmen zunächst mit dessen Erben und ab Juli 1888 als alleiniger Inhaber weiter. Er unternahm geschäftliche Reisen nach Russland und Skandinavien.

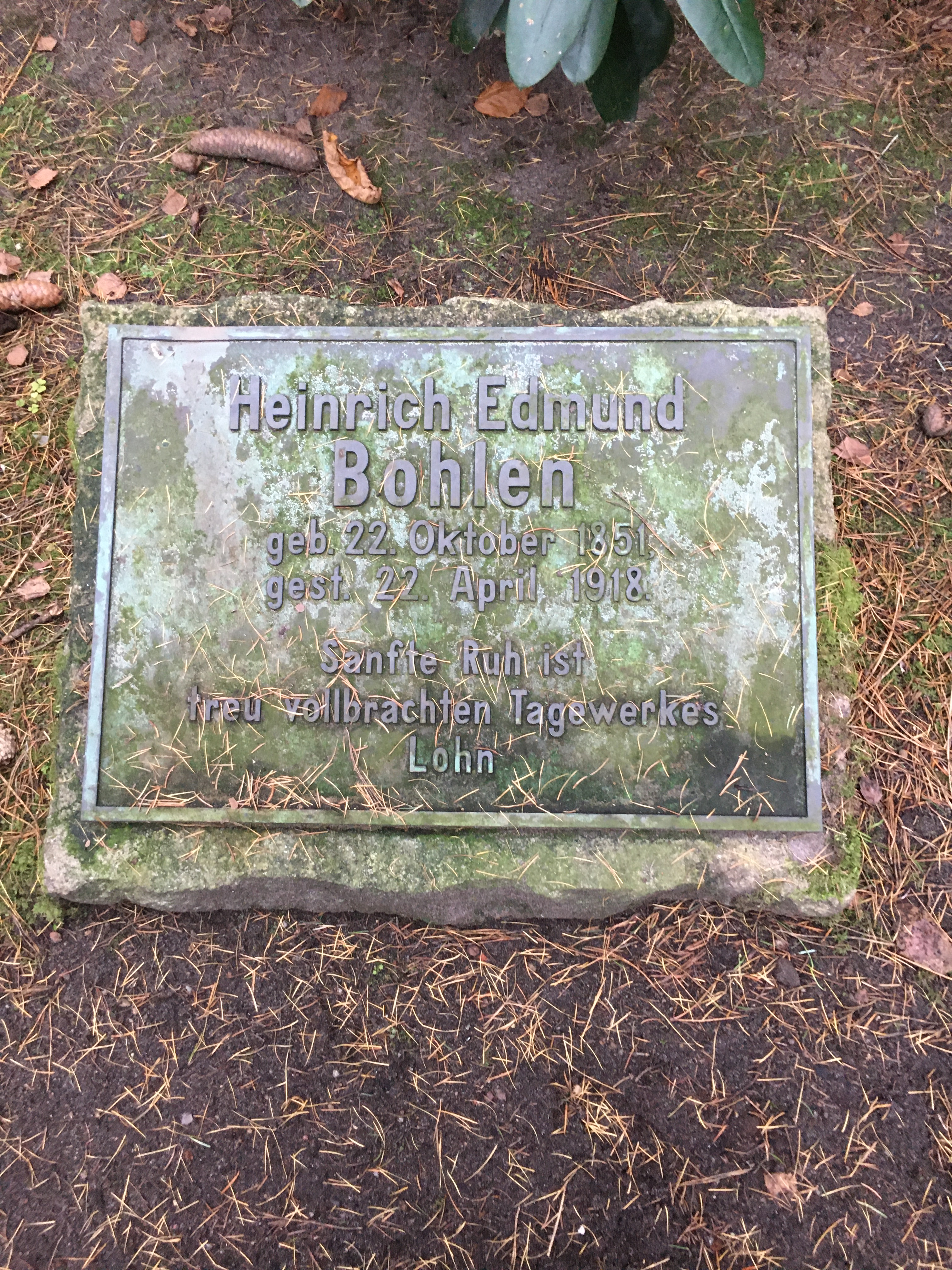
Grabplatte in der Familiengrabstätte auf dem Friedhof Ohlsdorf

Er fungierte 1886 und 1887 als Handelsrichter in Hamburg. Am 31. Dezember 1899 wurde Bohlen in die Handelskammer Hamburg gewählt, deren Präses er vom 2. Januar 1911 bis 2. Januar 1915 war. 1905 konnte er bei Verhandlungen von Vertretern des Hamburger Senats und der Handelskammer mit Kommissionen des Deutschen Reichs eine sinnvolle Einbindung des Freihafenverkehrs in die Reichsstatistik erwirken. Infolgedessen gelang ihm 1911 gemeinsam mit Albert Ballin die Abwehr einer beabsichtigten Erhöhung der Kaigebühren und Hafenabgaben in Hamburg. Als Vertreter der Handelskammer saß Bohlen von 1905 bis 1915 in der Beratungsbehörde für das Zollwesen und 1910 bis 1914 in der Deputation für Handel, Schifffahrt und Gewerbe. 1913 wurde er von der Kammer in den bleibenden Ausschuss des Deutschen Handelstags abgeordnet. Zudem wirkte er in verschiedenen Sektionen der Kammer mit. Bohlen war Mitglied der ständigen Kommission des Kolonialrats. Bei seinem Austritt aus der Handelskammer am 31. Dezember 1916 erhielt er die Goldene Denkmünze der Kammer.
Bohlen war von März 1903 bis 1918 Mitglied der Hamburgischen Bürgerschaft. Dort gehörte er der Fraktion der Rechten an. 66-jährig verstarb er in seiner Geburtsstadt und wurde auf dem dortigen Friedhof Ohlsdorf beigesetzt. Die Familiengrabstätte im Planquadrat P 24 liegt westlich vom Garten der Frauen.